# Dance Show
Dance Show è stato un programma televisivo italiano musicale, condotto da Francesco Mandelli e Valeria Bilello, andato in onda su MTV Italia tra il 2004 e il 2005.
Lo show, paragonabile al Wade Robson Project di MTV U.S., dava la possibilità a dei giovani, che aspiravano ad inserirsi nel mondo della danza, di scatenarsi su una pista da ballo.
La sigla del programma era la canzone del 1983 (Hey You) The Rock Steady Crew del gruppo hip hop Rock Steady Crew.